# معاهدة ماستريخت (1843)
معاهدة ماستريخت، التي وقعتها بلجيكا وهولندا عام 1843 بعد أربع سنوات من معاهدة لندن التي تنص على الاستقلال البلجيكي،  حسمت الحدود بين البلدين بشكل نهائي.

## الجيوب الحدودية
أدى عدم القدرة على تحديد خط ترسيم واضح في بارله- هيرتوخ إلى تقسيم المنطقة المتنازع عليها إلى 5732 قطعة أرض منفصلة. شكلت هذه جزءًا من حدود معقدة للغاية تمر أحيانًا عبر المنازل، ولها جيوب صغيرة،  بسبب ملكية الأرض التي يعود تاريخها إلى القرن الثاني عشر. الجيوب البلجيكية الموجودة في الأراضي الهولندية بخلاف ذلك لديها أحيانًا جيوب هولندية داخلها.
عاد جزء من الضفة اليسرى لنهر الميز، بالقرب من ماستريخت، إلى هولندا.

## روابط خارجية
- Gemeente Baarle-Nassau (2011). "History - Baarle Nassau". baarle-nassau.nl. مؤرشف من الأصل في 2011-09-27. اطلع عليه بتاريخ 2014-02-02.